# Nordeste (film, 2005)
Pour les articles homonymes, voir Air (homonymie).
Pour plus de détails, voir Fiche technique et Distribution.
Nordeste est un film argentino-franco-hispano-belge réalisé par Juan Solanas et sorti en 2005.

## Synopsis
Une femme quitte tout pour se rendre en Argentine pour adopter un enfant.

## Fiche technique
- Titre original : Nordeste
- Titre de travail : Air
- Réalisation : Juan Solanas
- Scénario : Eduardo Berti et Juan Solanas
- Production : Iker Monfort, Juan Solanas, Aton Soumache et Alexis Vonarb
  - Producteurs exécutifs : Genevieve Lemal, Alexandre Lippens, Pablo Salomon
- Musique : Eduardo Makaroff et Sergio Malakoff
- Photographie : Félix Monti et Juan Solanas
- Montage : Fernando Franco
- Distribution : María Inés Teyssié
- Costumes : Paula Moore
- Genre : drame
- Pays :  Argentine,  France,  Espagne,  Belgique
- Langue : français et espagnol
- Durée : 104 minutes
- Dates de sortie : 
  - France : 12 mai 2005 (Festival de Cannes), 13 mai 2005 (sortie nationale)
  - Argentine : 30 mars 2006
  - Espagne : 30 mars 2007

## Distribution
- Carole Bouquet : Hélène
- Aymará Rovera : Juana
- Mercedes Sampietro : Sor Beatriz
- Ignacio Jiménez : Martín (comme Ignacio Ramon Gimenez)
- Emilio Bardi : Teodoro
- Juan Pablo Domenech : Gustavo
- Jorge Román : Alberto
- Rodrigo Alejandro Hornos : Angel
- Esteban Luis Gonzáles : El Pelado
- Mario Marcelo Reinoso : Tito
- Daniel Valenzuela : Enrique
- Enrique Otranto : Abogado
- Marcela Sánchez : Aurora
- Carlos Bermejo : Pediatra
- César Ramón 'Capullo' Medina : Rudy

## Distinctions
- Grand prix au Festival international du film de Stockholm de 2005